# Новиков, Андрей Вячеславович (поэт, прозаик)
Андре́й Вячесла́вович Но́виков (род. 26 декабря 1961, Алабузино, ныне — Тверская область) — российский поэт, прозаик и журналист.

## Биография
Отец — учитель сельской школы, мать — токарь бежецкого завода «Сельмаш», позднее работала заведующей сельским клубом.
В 1985 г. после службы в советской армии поступил Литературный институт им. А. М. Горького на факультет поэзии (семинар В. Кострова и В. Милькова).
После окончания института в 1990 г. 25 лет работал журналистом в газетах «Липецкие известия», «Липецкая газета», «Провинциальный репортер», специальным корреспондентом РИА Новости по Липецкой области, главным редактором газеты «Город Лип».
Первая публикация Андрея Новикова вышла 25 марта 1982 г. в областной молодёжной газете «Ленинец», первая серьёзная публикация вышла в № 8 в 1984 г. в журнале «Подъём».
В 1988 году в Воронеже был опубликован первый поэтический сборник «Среди разнотравья», его помог опубликовать Сергей Михалков.
В 1990 году в «Библиотеке журнала „Молодая гвардия“» был напечатан сборник «Улыбка древняя» с предисловием В. Кострова.
В 1990 г. был принят в Союз журналистов России. В 1992 г. был принят в Союз писателей России.
В 2015 г. возглавил Липецкое региональное отделение Союза писателей России.
В 2018 и 2023 годах на XV и XVI съездах Союза писателей Андрей Новиков избирался секретарем Союза.
29 сентября 2023 года состоялось заседание приёмной комиссии Союза писателей России, на котором Новиков Андрей Вячеславович был исключен из членов СП России по основанию, предусмотренному п.5.6 Устава («Действия, порочащие организацию»).
Весной 2018 года Андрей Новиков и писатель Александр Пономарёв в честь 10-летия липецкого литературного журнала «Петровский мост» совершили литературный автопробег «Великая Россия» по маршруту Липецк-Сахалин-Липецк.
В феврале 2019 года Новиков и Пономарёв представили в Сирии книгу о Герое России, липецком лётчике Олеге Пешкове, погибшем на Ближнем Востоке и литературный журнал «Петровский мост».
В августе 2020 года Новиков и Пономарев совершили литературный автопробег «Русь изначальная» по северу России. Писатели проехали более 7,5 тысяч километров.
Автор более двухсотпятидесяти литературных публикаций в России и за рубежом.
Произведения А. Новикова переведены на болгарский, туркменский и крымскотатарский языки.

## Критика
Владимир Костров, поэт:

Стихи эти продуманы, прочувствованы, словом пережиты автором….провинциал (из Липецка) пишет совсем не провинциально, хотя и традиционно выношенно.
Владимир Цыбин, поэт, прозаик, критик:

Ему важны не сами вещи, а их явные и скрытые свойства. Это делает стихи А.Новикова как бы сосредоточенными в одном направлении.
У него просматривается свой стиль как отражение лирического характера, с этой стороны характерно стихотворение «Император обезьян», где рисуется жуткая картина метафизического одиночества:
Проносят медные щиты,
Вдали темнеют воды Лхасы…
Но словно вырванное мясо
Глаза его из пустоты.

Вячеслав Лютый, литературный и театральный критик:

Андрей Новиков — очень современный поэт, причём в определение «современный» нужно вложить более горечи, нежели похвалы. Он входит в мир и видит его, кажется, так же, как и читатель. Но затем, словно проявляет снимок сегодняшнего дня, и показываются детали и сочетания, ранее совсем не очевидные. За сдержанность по отношению к настоящему и за любовь ко всему лучшему из нашего общего прошлого, пожалуй, и стоит ценить эту лирику.
Сергей Арутюнов, российский поэт, прозаик, публицист, критик:

Андрей Новиков умеет простыми словами, без переусложнённости, передать православное чувство таким, каким оно восстановилось в сотнях тысяч прихожан: чуть горчащим, но сладостным, боязливым, но и любопытным. Прямо, как улыбка незнакомого встречного в лицо, стелятся его строки. Будь прям, будь открыт, несмотря ни на что, призывает вся семантика их. Зовёт к мужеству, не хорониться по амбарам, а — чувствовать, припоминать, звать к добру. И эпитет здесь всегда особенный — материальный, ощутимый, откликающийся родовой памяти — «гипсовый», «тряпичный». Даже библейский вол — «неравнодушный»!
Александр Бойников, литературный критик:

Сильное качество Новикова-лирика — наполненность его стихотворений выразительными образами, нередко достигающими подлинного живописного изящества; примеры нарочитой игры тропами, уводящие в поэтический супрематизм, в них отсутствуют. Метафоры и сравнения, персонификации и эпитеты, а в особенности перифразы помогают проникнуть в диалектику интимного и всеобщего в тончайшей области чувств:
Пусть на веранде притаилась
Бессонница в цветном стекле,
Но сердце так счастливо билось
От радости к родной земле.
Что в пробужденье многоликом
Пернатый дол сейчас воскрес.
И губы выпачкав черникой,
Издалека смеётся лес.

(«Родное»)

Олег Куимов, прозаик, литературный критик.
О романе Андрея Новикова «Пряничный губернатор»: Литература в своём развитии ищет новые пути, навсегда оставляя в историческом шкафу устаревшие стилевые формы. Поразительно, но роман Андрея Новикова «Пряничный губернатор» подвергает данную закономерность сомнению. И дело не только в имитации писателем салтыковско-щедринского письма, что в наше время само по себе невероятно, поскольку создавать ткань текста под чарами платоновской словесной вязи или булгаковского мистицизма — дело известное. А вот вирус щедринщины современной литературой не диагностирован. При чтении же «Пряничного губернатора» возникает ощущение, будто обнаружилась где-нибудь на чердаке заброшенного дома дорогой сердцу кузины или какого иного родственника Михаила Евграфовича его неизвестная рукопись. 
Владимир Славецкий, литературный критик:

Стихи А. Новикова—изобразительны, пластичны, живописны в специфично поэтическом смысле этих слов. … Нужно очень дорожить окружающим в его явных и едва ощутимых приметах, обладать чувственным воображением, чтобы вот так, «из воздуха» и памяти отбирать, конденсировать, реконструировать, воскрешать то, что некогда жило, присутствовало, но, казалось бы безнадёжно «выветрилось».

Елена Янушевская, литературный критик, поэт, эссеист:
"У Новикова не горланящая, не демонстративная, но узнаваемая интонация, и при всей ее индивидуальности интонация, великолепно дополняемая «подголосками» — отзвуками русских классиков. Не подражательно, а вступая в лирическое сотрудничество, они вводятся в интонационную ткань стиха, что возможно лишь для поэта, знающего и любящего русскую поэтическую традицию. Есенинские, бунинские, тютчевские «нотки».
Василий Геронимус, критик.
Новиков на редкость глубоко владеет искусством детали: пилочка для ногтей в руках агитатора становится своего рода символом западнического образа мыслей.

## Книги и сборники
- Среди разнотравья…Стихи / Андрей Новиков. — Воронеж : Центр.-чернозем. кн. изд-во, 1988. (Молодая поэзия Черноземья), ISBN 5-7458-0149-2;
- Улыбка древняя, «Молодая гвардия», 1990;
- Император обезьян, Липецк, 1993;
- Перекрестье, стихи — Воронеж : Воронежская обл. тип., 2016. — 167, ISBN 978-5-4420-0434-2;
- Кормчий: Духовные стихи. — Липецк: ООО "Типография «Липецк-Плюс», 2023. — 140 с. ISBN 978-5-6050357-2-5

## Весёлые вечера: рассказы — Воронеж: Воронежская обл. тип., 2017. — 124,ISBN 978-5-4420-0535-6;
- Случайное родство, Стихи. Липецк, 2020, — 208 с. ISBN 978-5-906680-33-4;
- Пряничный губернатор. Роман / Андрей Новиков. — Тверь: 2021. — 138 с. — (Тверской край: События. Люди. Судьбы; вып.71).

## Награды и премии
- 2015 — премия журнала «Петровский мост» в номинации «Проза и драматургия» за рассказ «Писатель Капитанкин» и подборку рассказов «Квакушки в кляре»;
- 2016 — Большая серебряная медаль Гумилева "За верность творческим традициям «Серебряного века»;
- 2017 — лауреат VI открытой Международной Южно-Уральской литературной премии (номинация «Поэзия: профессиональные авторы») — «за поэтические поиски смысла жизни в книге „Перекрестье“»;
- Почетная грамота главы администрации Липецкой области (2018);
- Награждён юбилейной медалью «Во славу Липецкой области» (2019);
- II место на Международном Тургеневском конкурсе «Бежин луг» (2019);
- В 2019 году А. В. Новиков стал обладателем нагрудного знака «Серебряное перо Руси» Национального литературного конкурса «Золотое перо Руси»;
- 2020 — медаль М. А. Шолохова «За значительные достижения в творчестве»;
- Награждён дипломом литературного конкурса МВД России «Доброе слово». Его рассказ «Слово офицера» занял I место в номинации «Моя полиция (проза)» (2021);
- 2021 — лауреат XVII международного конкурса "Национальная литературная премия «Золотое перо Руси — 2021». за книгу поэзии «Случайное родство» в номинации «За самое умное произведение»;
- 2021 — лауреат Липецкой областной премии имени И. А. Бунина за поэтический сборник «Случайное родство». Премия присуждается за наиболее крупные достижения в области литературы и искусства, получившие общественное признание и являющиеся значительным вкладом в развитие культурного наследия, традиций Липецкого края и России[17];
- Награждён дипломом XII международного литературного форума «Золотой витязь» (Москва, 2022) за книгу «Случайное родство»;
- Награждён почетной грамотой Липецкого областного Совета депутатов за заслуги в развитии липецкой культуры и литературы. (2022);
- Обладатель приза симпатий куратора Литературной премии «ДИАС-2022» (Татарстан) (организатор и куратор конкурса Галина Булатова);
- II место на Международной премии им. Уолта Уитмена (МЛАТТ/ILACT) (Германия) (2023);
- Лауреат Международной литературной премии «Форпост» им. Сергея Короткова в номинации «В той стороне, где бегал босиком» (2023);
- Лауреат IV Филофеевской литературной премии за сборник духовных стихов «Кормчий».(2023).
- Премия «Публицист года» им. А. Б. Баюканского Правительства Липецкой области (2023)
- Областная премия им. А. Вермишева Союза журналистов Липецкой области (2024)
- II — место в православном литературном конкурсе «Мысли о главном», номинация «Поэзия», Казанская епархия (2024)
- Главный приз Международного литературного конкурса «Золотое перо Руси» — Золотое перо (2024)
- Диплом германского международного литературного конкурса «Книга года» за книгу «Кормчий», Берлин (2024)
- II — место в православном литературном конкурсе «Покровская свеча», в номинации «Православная лирика», Углич (2024)
- I место на Всероссийской литературной премии им. Александра Маздорфа (2025)